# شهرستان الصعید
ناحیهٔ الصعید (به عربی: مدیریة الصعید) یک ناحیه در یمن است که در استان شبوه واقع شده‌است.
ناحیهٔ الصعید ۳۵٬۰۳۴ نفر جمعیت دارد.